# Chiesa episcopale (Stati Uniti d'America)
La Chiesa episcopale (in inglese The Episcopal Church, in sigla TEC; per esteso Protestant Episcopal Church in the United States of America, in sigla PECUSA) è la Chiesa basata negli Stati Uniti d'America che fa parte della Comunione anglicana.
La Chiesa fu organizzata poco dopo la rivoluzione americana quando fu costretta a recidere i legami con la Chiesa d'Inghilterra sotto pena di tradimento, poiché al clero della Chiesa d'Inghilterra veniva richiesto di giurare fedeltà alla monarchia britannica, e divenne, secondo le parole del gruppo di studio sull'Episcopato dell'arcivescovo di Canterbury, "la prima Provincia Anglicana al di fuori delle Isole Britanniche".
Oggi è suddivisa in nove province e governa diocesi al di fuori degli Stati Uniti a Taiwan, in America Centrale e Sud America, nei Caraibi e in Europa. La diocesi episcopale delle Isole Vergini comprende sia territori degli Stati Uniti che del Regno Unito.
Mantenendo la tradizione e la teologia anglicana, la Chiesa episcopale si considera una via media fra il cattolicesimo e il protestantesimo.
La Chiesa episcopale fu attiva nel movimento del Vangelo Sociale della fine del diciannovesimo secolo e, sin dagli anni sessanta e settanta, ha svolto un ruolo di guida nei movimenti progressisti e social-liberali sulle questioni delle relazioni fra Chiesa e Stato. Ad esempio, nelle sue risoluzioni inerenti alle questioni statali, la Chiesa episcopale si è opposta alla pena di morte e ha supportato i movimenti per i diritti civili, tanto che alcuni suoi leader e sacerdoti marciarono con i dimostranti. Molte diocesi ordinano uomini e donne apertamente omosessuali e vengono celebrati matrimoni tra persone dello stesso sesso. Su altre questioni, quali l'aborto, la Chiesa si è schierata su entrambi i fronti del dibattito.
L'attuale vescovo presidente della Chiesa episcopale è Michael Bruce Curry, primo afroamericano ad essere eletto alla carica di Vescovo Presidente (Presiding Bishop). In molte diocesi le donne vengono ordinate al presbiterato e all'episcopato, come anche al diaconato. Ne è l'esempio la vescova Katharine Jefferts Schori, la prima donna primate nella Comunione anglicana, anche se il titolo di "primate" non viene utilizzato dalla Chiesa episcopale per il proprio vescovo presidente. La vescova Katharine Schori è stata in carica come Presiding Bishop dal 1º novembre 2006 al 1º novembre 2015.

## Struttura organizzativa

### In Italia
La Chiesa episcopale in Italia è presente a Roma con la chiesa di San Paolo dentro le Mura, a Firenze con la chiesa di San Giacomo, ad Orvieto con la chiesa della Resurrezione e a Milano con la comunità Gesù Buon Pastore.

## Credo

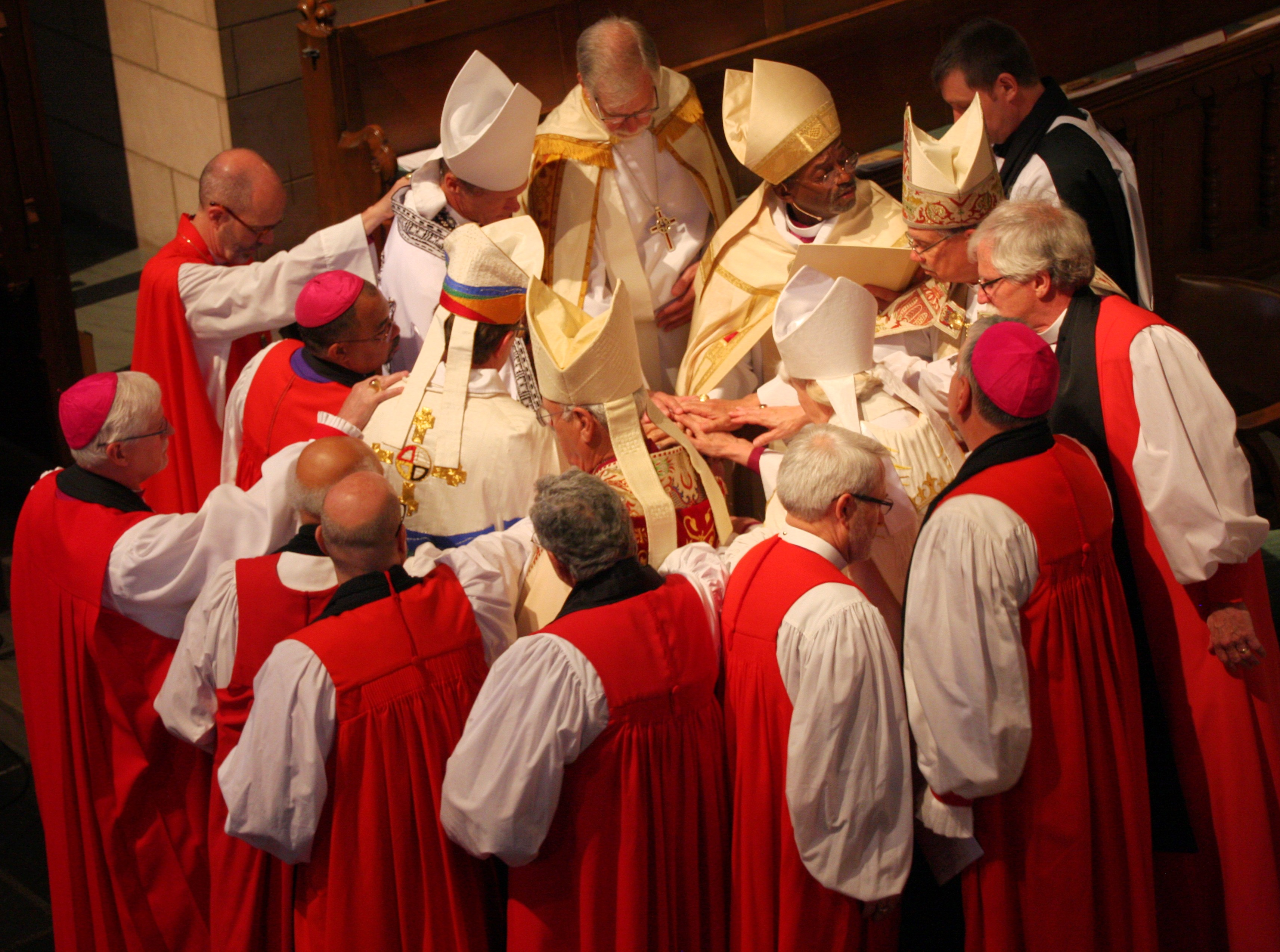
L'ordinazione episcopale dell'8º vescovo dell'Indiana settentrionale nel 2016 tramite l'imposizione delle mani

Il centro dell'insegnamento episcopale è la vita e la risurrezione di Gesù Cristo. Gli insegnamenti fondamentali della Chiesa, o catechismo, includono:
- Gesù Cristo è vero Dio e vero uomo. È morto ed è risorto dai morti.
- Gesù offre la vita eterna a coloro che credono.
- Dio Padre, Dio Figlio (Gesù Cristo) e Dio Spirito Santo sono un unico Dio e sono chiamati la Santa Trinità ("tre eppure uno").
- Il Vecchio e Nuovo Testamento della Bibbia furono scritti da persone sotto l'ispirazione dello Spirito Santo. Gli apocrifi sono testi aggiuntivi che sono usati nel culto cristiano, ma non nella formazione della dottrina.
- I due grandi e necessari sacramenti sono il battesimo e l'eucaristia.
- Gli altri riti sacramentali sono la Cresima, l'Ordine sacro, il matrimonio, la riconciliazione di un penitente e l'Unzione degli infermi.
- Credenza nel paradiso, nell'inferno e nel ritorno di Gesù nella gloria.
- Enfasi sul vivere il Grande Comandamento di amare Dio e il prossimo, come insegna il Vangelo di Matteo.

## Relazioni ecumeniche
In quanto membro della Comunione anglicana la chiesa episcopale è in piena comunione con l'Unione di Utrecht, con la Chiesa filippina indipendente e con la Chiesa siro-malankarese Mar Thoma; è, inoltre, in piena comunione con la Chiesa evangelica luterana in America e sta lavorando ad accordi di piena comunione con la Chiesa metodista unita e la Chiesa morava.